# Lorenzo Aguirre
Lorenzo Victoriano Aguirre Sánchez (Pamplona, 14 de noviembre de 1884-Madrid, 6 de octubre de 1942) fue un pintor español, además de funcionario de policía por oposición durante la Segunda República. Destacó como escenógrafo, cartelista, y caricaturista. Casado con Francisca Benito Rivas, de quien tuvo tres hijas, Jesusa, también pintora, Margarita y la poeta Francisca Aguirre. Abuelo de los poetas Guadalupe Grande Aguirre y Carlos Martínez Aguirre. Fue ejecutado al término de la guerra civil española, víctima de la represión franquista.

## Vida
Se inicia en la pintura en Alicante, ciudad a la que sus padres se trasladaron cuando él tenía cuatro años y a la que estuvo ligado toda su vida, llegando a ser uno de sus personajes más célebres, promotor de las Hogueras de San Juan y autor de los primeros carteles de estas fiestas. Su primer maestro fue el pintor alcoyano Lorenzo Casanova Ruiz. Posteriormente se trasladó a Madrid (1899) y París (1910), donde continúa sus estudios artísticos. De vuelta a España obtuvo numerosos premios en exposiciones nacionales e internacionales, como la Tercera Medalla en la Exposición Nacional de Bellas Artes (Madrid, 1922) por la obra Luz divina (actualmente en el Museo Reina Sofía, la Segunda Medalla en la Exposición Nacional de Bellas Artes (Madrid, 1926) por la obra Crepúsculo de vidas (actualmente en el Museo Elisa Cendrero de Ciudad Real) y la Medalla de Honor de la Asociación de Pintores y Escultores de Madrid por la obra Artistas de circo (1934), actualmente en el Museo de Pamplona. En 1930 es incluido su nombre en el primer apéndice de la Enciclopedia Universal ilustrada Europeo Americana Espasa, donde además se reproduce una copia de su obra El Picador.
Ingresó por oposición en el Cuerpo General de Policía, donde llegó a ocupar cargos de responsabilidad durante la República. Al estallar la guerra civil española permaneció fiel al gobierno republicano e ingresó en el Partido Comunista de España. La derrota le obligó a exiliarse a Francia tras la guerra civil. En 1940, debido a la invasión alemana, decide regresar a España con su familia. Al atravesar la frontera fue apresado y encarcelado. En 1942 fue ejecutado a garrote vil en la madrileña cárcel de Porlier bajo la acusación de auxilio a la rebelión.

## Obras en museos y otros organismos
- Café de Fornos. 1904. Colección del Museo Reina Sofía de Madrid
- Luz divina 1922. Museo Reina Sofía, Madrid.
- La cabrita 1923. Museo de Navarra.
- Retrato de mujer 1925. Colección del Museo de Bellas Artes Gravina, Alicante.
- Crepúsculo de vidas 1926. Museo Elisa Cendrero, Ciudad Real.
- La mujer de las ligas 1928. Museo de Navarra.
- Metropolitano 1932. Colección de la Fundación Caja Navarra.
- Cartel de Fiestas de Moros y Cristianos de Alcoy 1932 Museo de Bellas Artes Gravina de Alicante.
- Peixcaters de Moraira 1933. Ayuntamiento de Alicante.
- La Samaritana, 1933. Colección del Museo Reina Sofía.
- Artistas de Circo 1934. Museo de Navarra.
- Remat de casament Biar 1935. Enviado a la Unión Soviética en 1937 por la Diputación de Alicante. Presumiblemente en los fondos del Museo del Hermitage.
- Costureras 1935. Colección de la Fundación Caja Navarra.
- Palmira 1935. Colección de la Kutxa de San Sebastián.
- San Fermín 1936. Museo de la Real Academina de Bellas Artes de San Fernando Madrid.
- Cabeza de vasco 1942. Colección del Museo Reina Sofía.

En enero de 2024 los herederos del artista donaron al Museo de Bellas Artes Gravina de Alicante 115 obras, que constituyen la mayor parte del legado atesorado por la familia.

## Exposiciones retrospectivas
- Caja de Ahorros Provincial de Alicante. Alicante, 1984.
- Banco de Bilbao. Homenaje a Lorenzo Aguirre, Bilbao y Pamplona, 1986.
- Caja de Ahorros de Navarra. Pamplona y Madrid, 1999 -[2000.
- Museo de Bellas Artes Gravina. Alicante, 2003.

## Homenajes
En Alicante, una plaza situada en el barrio alicantino de Rabassa lleva el nombre del pintor Lorenzo Aguirre. Fue rotulada en la sesión de la Junta de Gobierno del 27 de mayo de 2013.

## Galería

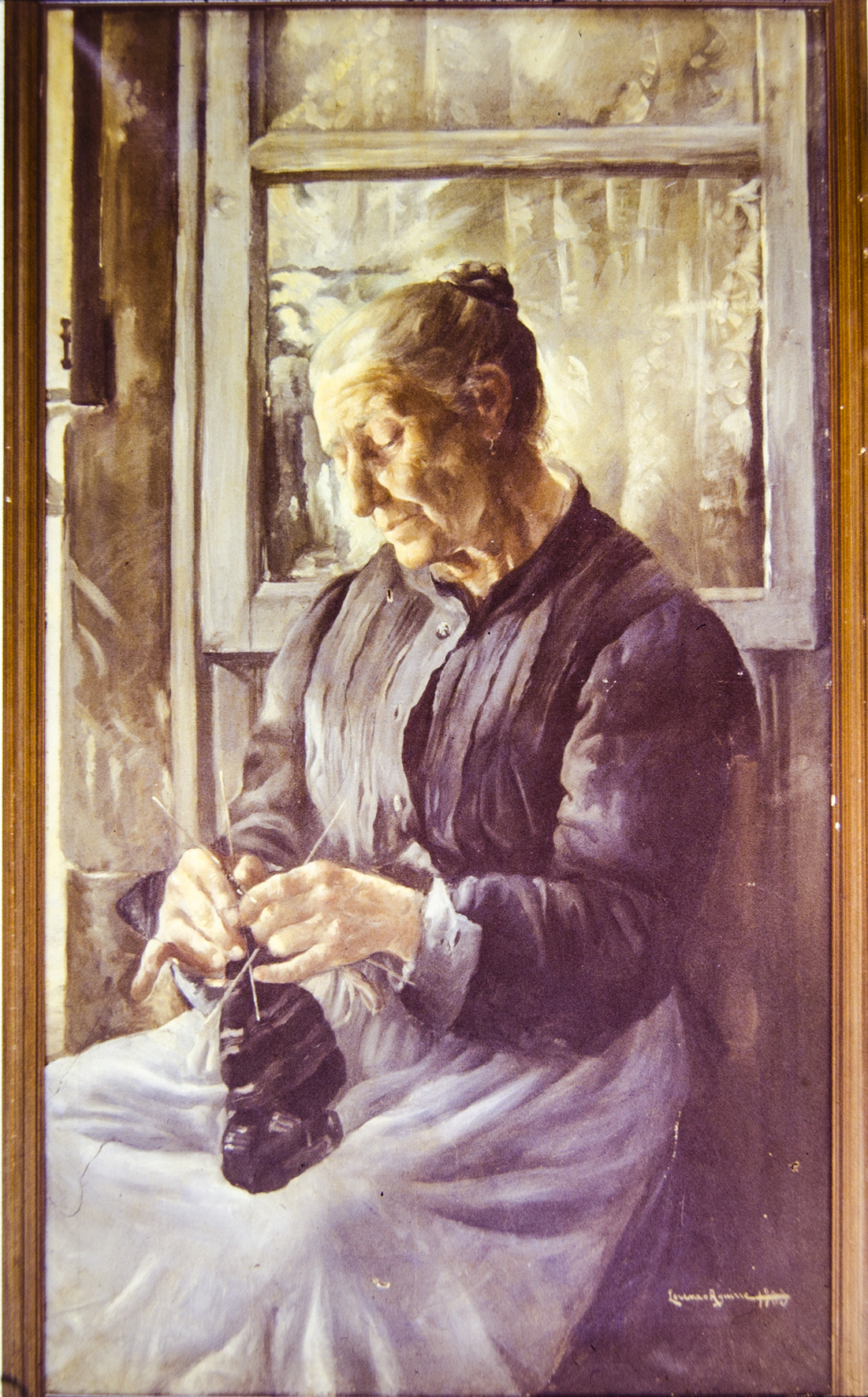
La abuela Victoriana, 1903
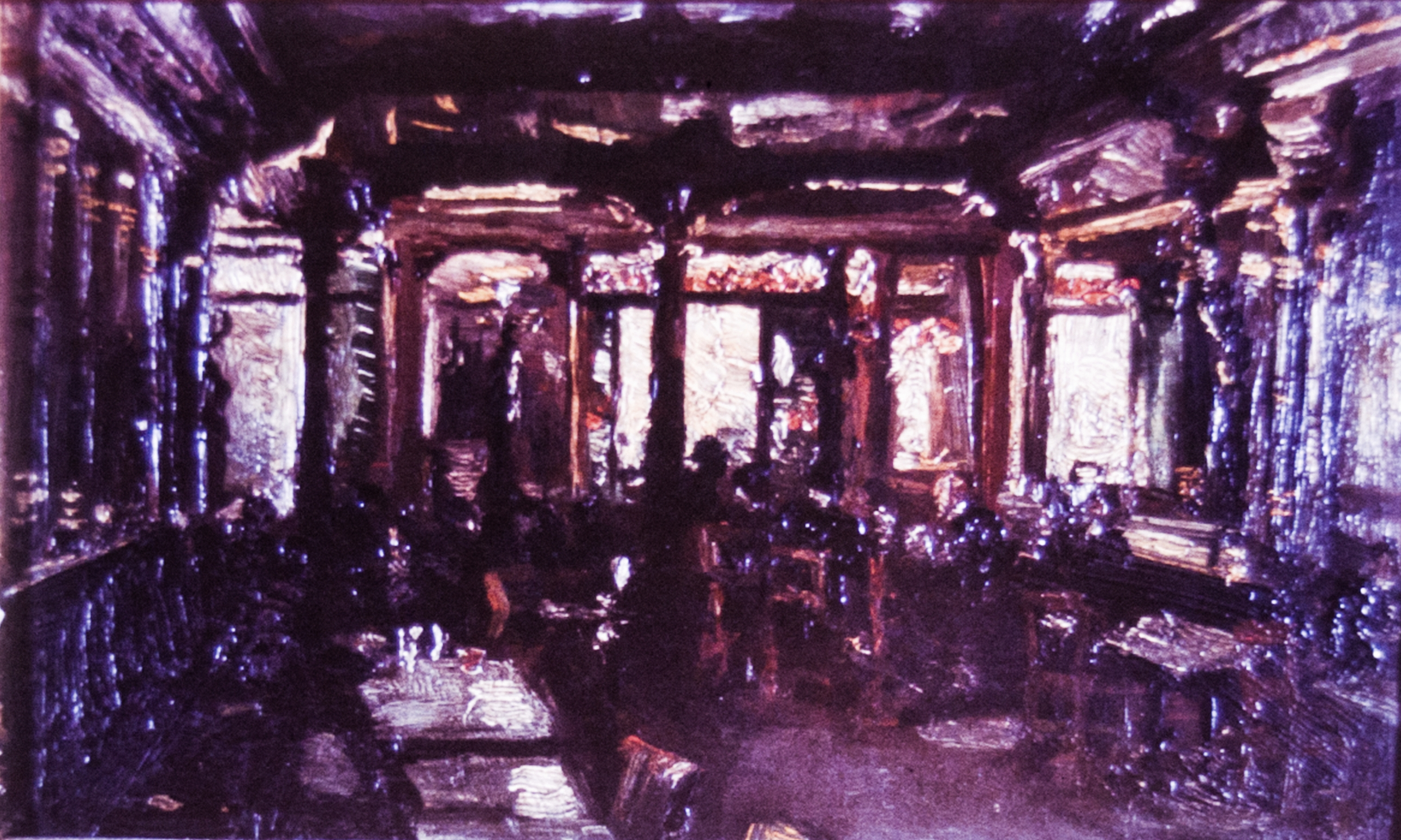
Café de Fornos, 1904.
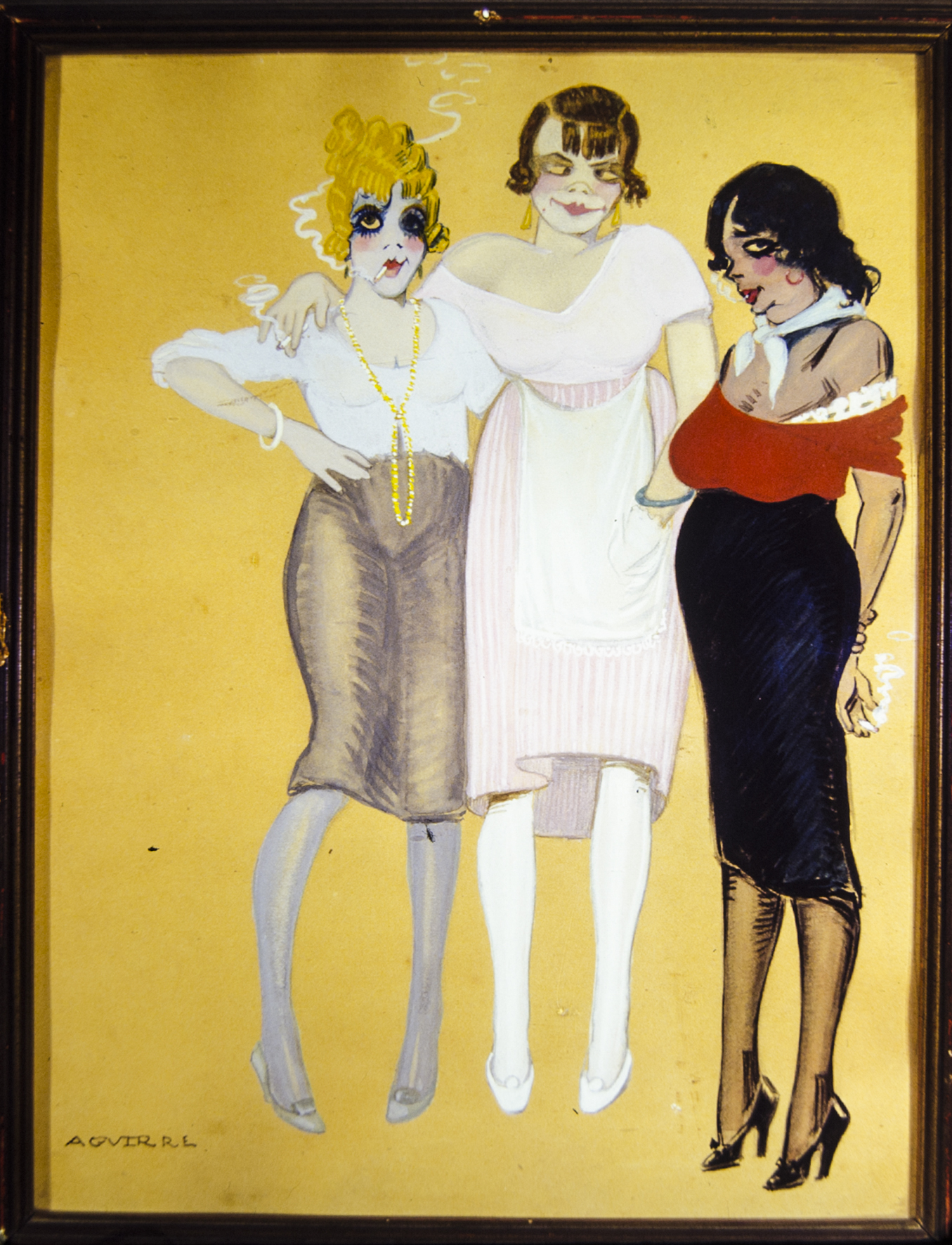
Las tres gracias, 1919
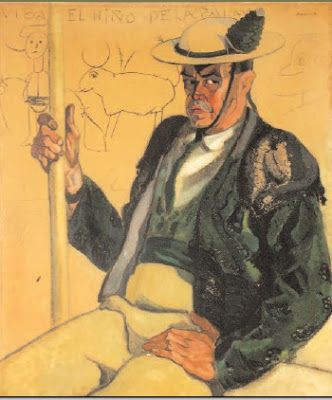
El picador, 1920.
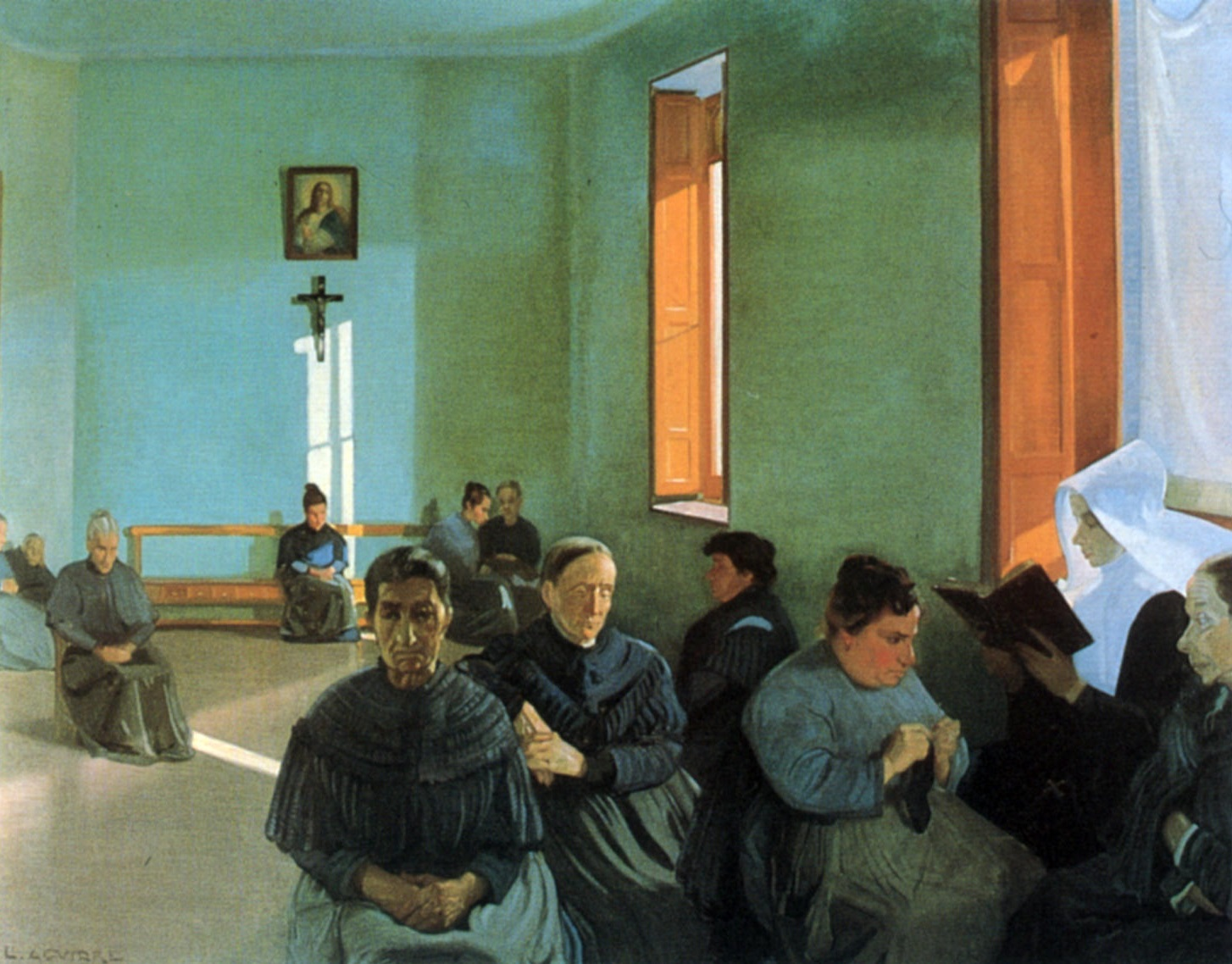
Luz divina, 1922.
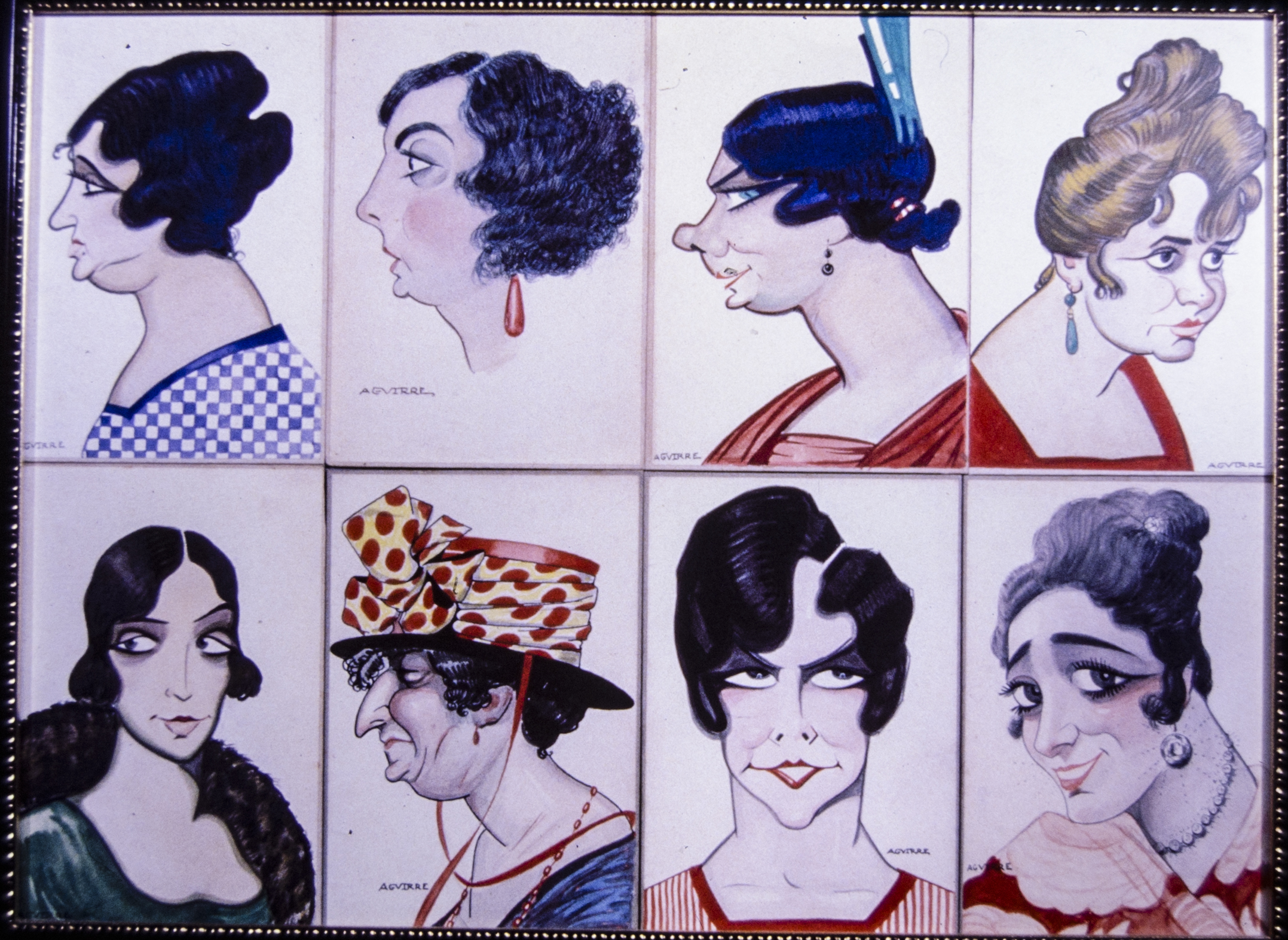
Caricaturas de artistas, 1923
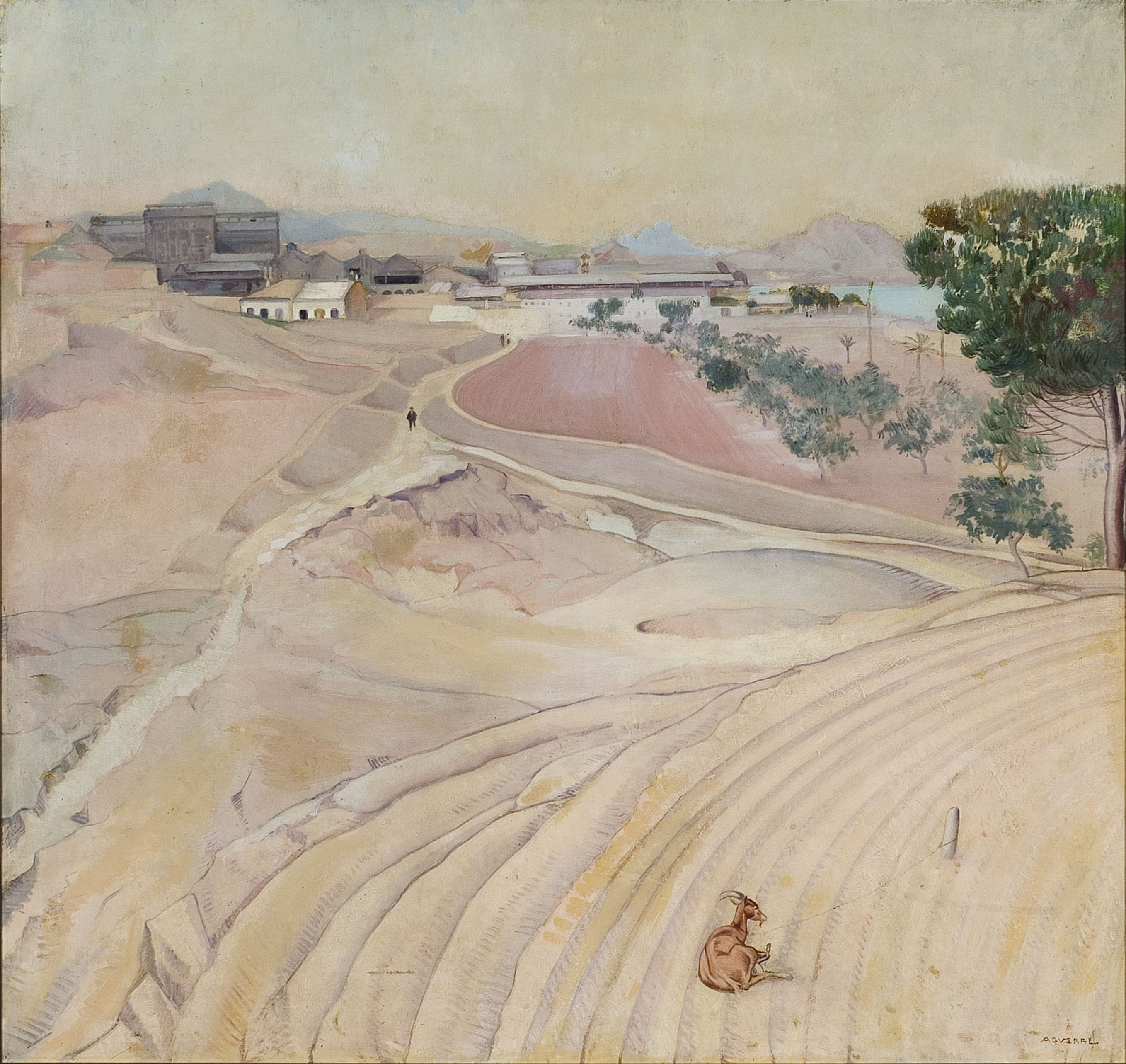
La cabrita, 1923
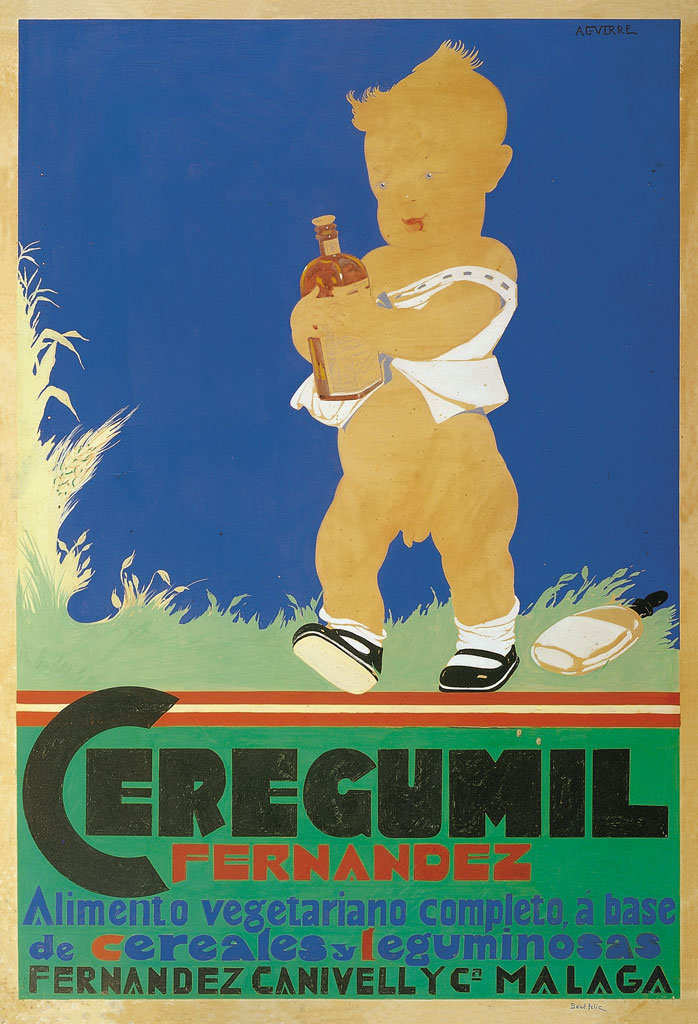
Cartel de Ceregumil, 1925
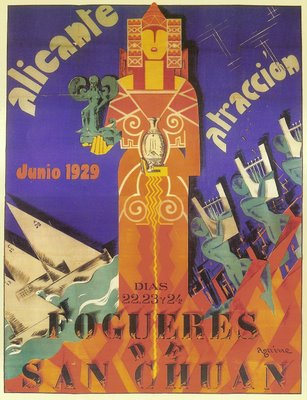
Fogueres de San Chuan, 1929
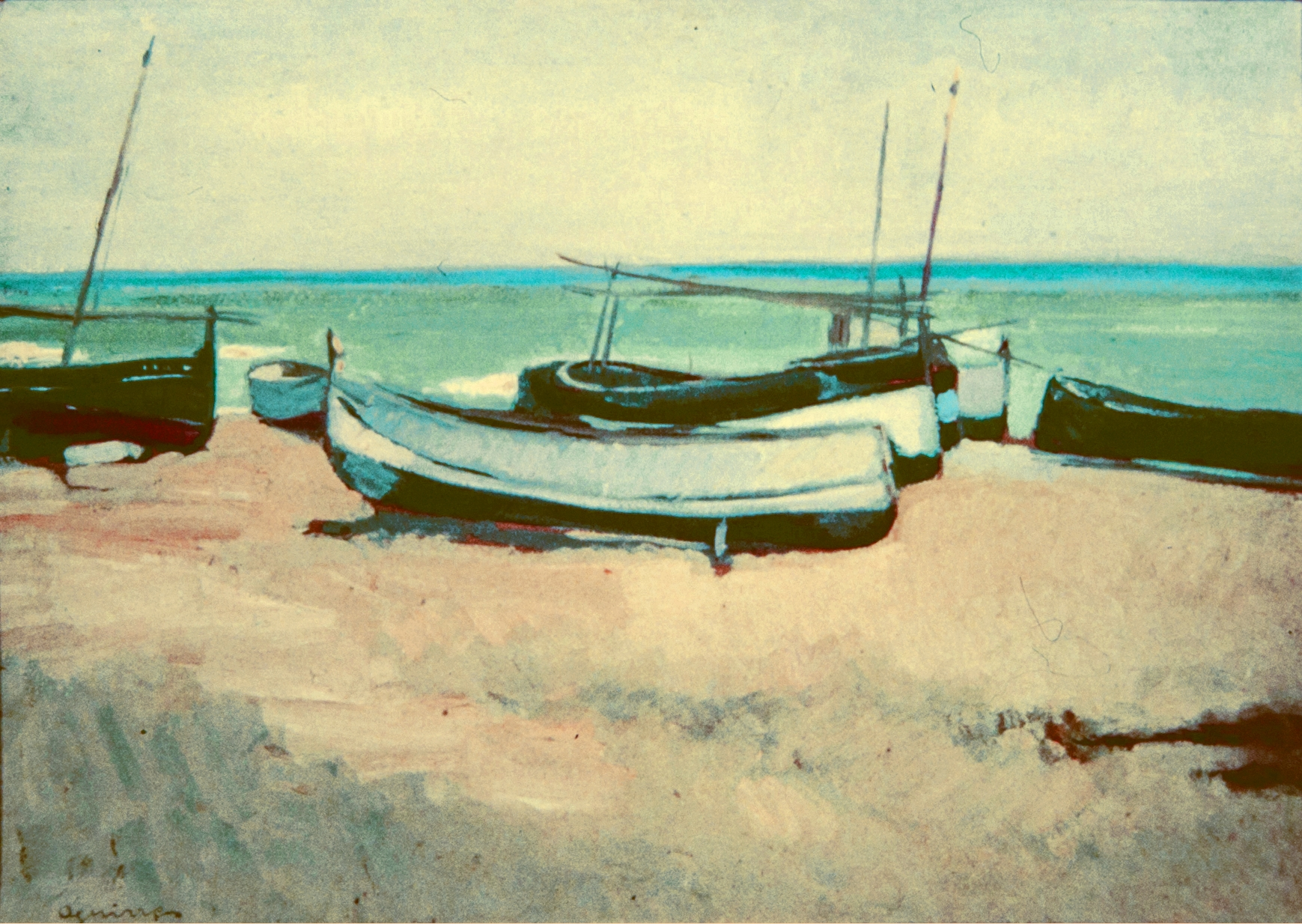
Marina alicantina, 1929